# Wanica
Districtul Wanica este una dintre cele 10 unități administrativ-teritoriale de gradul I ale statului Surinam. A luat ființă în anul 1983 și este divizat în 7 jurisdicții (neerlandeză ressorten). Acestea sunt:
| Jurisdicția                                                                          | Suprafața (km²) | Nr .locuitori |
| ------------------------------------------------------------------------------------ | --------------- | ------------- |
| De Nieuwe Grond                                                                      | 38              | 21.044        |
| Domburg                                                                              | 37              | 4.622         |
| Houttuin                                                                             | 58              | 10.481        |
| Koewarasan                                                                           | 71              | 13.122        |
| Kwatta                                                                               | 62              | 5.216         |
| Lelydorp                                                                             | 148             | 17.000        |
| Saramaccapolder                                                                      | 28              | 6.850         |
| Total                                                                                | 442             | 82.527        |
| Sursa: Planul Districtului Wanica 2008 Arhivat în 25 iulie 2008, la Wayback Machine. |                 |               |